# 周之璵
周之璵（16世紀—17世紀），字玉鳬，蘇州府長洲縣人，明朝、南明政治人物。

## 生平
周之璵是崇禎六年（1627年）應天鄉試第六十九名舉人，七年（1628年）聯捷進士，獲授刑部山西司主事，八年奉命江西恤刑，十年升山东司员外郎，十三年改補礼部儀制司员外郎。
到弘光年間轉任祠祭主事，上呈玉牒，再遷任員外郎。

## 著作
他有詩作《讀史感懷詩》六十首流傳，作品引據經典，流露出《詩經·小雅》的氣息。

## 引用
1. 1 2  錢海岳《南明史·卷三十一·列傳第七》：（弘光）時禮部司官：……周之璵，字玉鳬，長洲【吳縣】人。崇禎七年進士。授祠祭主事，進玉牒，遷員外郎。
2. ↑  光緒《蘇州府志·卷六十一·選舉三》：崇禎六年癸酉科 解元桂伸，石埭人 吳（縣）……周之璵 見進士
3. ↑  《崇祯七年甲戌科进士三代履历》：周之玙，曾祖礼，祖贤，父大儒。玉凫，易三房，己酉年十一月十五日生，苏州府长洲县人，癸酉乡试，会二十九名，二甲六名，兵部观政，本年授刑部山西司主事，乙亥江西恤刑，升山东司员外，补礼部仪制司员外。
4. ↑  光緒《蘇州府志·卷八十一·人物八》：周之璵，字玉鳬，崇禎七年進士。除刑部主事，厯禮部員外郎，其《讀史感懷詩》六十首，援古驗今不失國風，小雅之旨。《明詩綜》